# Alain Besançon
Alain Besançon (Párizs, 1932. április 25. – 2023. július 9.) francia történész.

## Pályája
Párizsban született baloldali értelmiségi családban. A párizsi Politikatudományi Intézetben diplomázott, majd ott szerzett doktori fokozatot történelemből és társadalomtudományból.
A Francia Kommunista Párt tagja volt 1951 és 1956 között, de a kommunista terror bűneinek nyilvánvalóvá válása után élesen szembefordult a kommunizmussal és a totalitárius diktatúrákkal. 1960 és 1964 között a Nemzeti Tudományos Kutatóintézet (CNRS) munkatársaként dolgozott, 1965-ben a Társadalomtudományi Intézet (ÉHESS) segédmunkatársa lett, 1969-től az intézet igazgatóhelyettese, 1977-től igazgatója.
Tanított a Columbia Egyetemen, de volt a Wilson Center, a stanfordi Hoover Intézet, a washingtoni Kennan Intézet, valamint a Princton és az oxfordi All Souls College vendégoktatója is. A Közép- és Kelet-európai Történelem és Társadalom Kutatásáért Közalapítvány nemzetközi tanácsadó testületének tagja.

## Írásai
Több tucat könyvet írt a kommunizmus, a totalitarizmus történetéről, valamint a kereszténység történetéről is. Az első kutatók egyike volt, aki nyíltan népirtásnak merte nevezni az 1933-as mesterséges éhínséget Ukrajnában. Legfontosabb műve a Leninizmus eszmetörténeti gyökerei (Les Origines intellectuelles du léninisme) címmel jelent meg 1977-ben, melyben azt mutatja be, hogy a leninizmus titkos tudást, gnózist jelentett a korai XX. században, és belőle nőtt ki az összes totális diktatúra, az általa „egypetéjű ikreknek” nevezett fasizmus és kommunizmus.
Rangidősként felügyelte A kommunizmus fekete könyve című nagyhatású kötet összeállítását. Az amerikai Commentary folyóiratban publikált Elfelejtett kommunizmus című írása a Szabadság/Harcosok – hidegháborús írások című kötetben jelent meg magyar nyelven 2015 tavaszán.